# 14220 Alexgibbs
14220 Alexgibbs este un asteroid din centura principală de asteroizi.

## Descriere
14220 Alexgibbs este un asteroid din centura principală de asteroizi. A fost descoperit pe 9 noiembrie 1999 în cadrul proiectului CSS. Asteroidul prezintă o orbită caracterizată de o semiaxă mare de 2,67 ua, o excentricitate de 0,16 și o înclinație de 10,9° în raport cu ecliptica.